# Calliphoridae

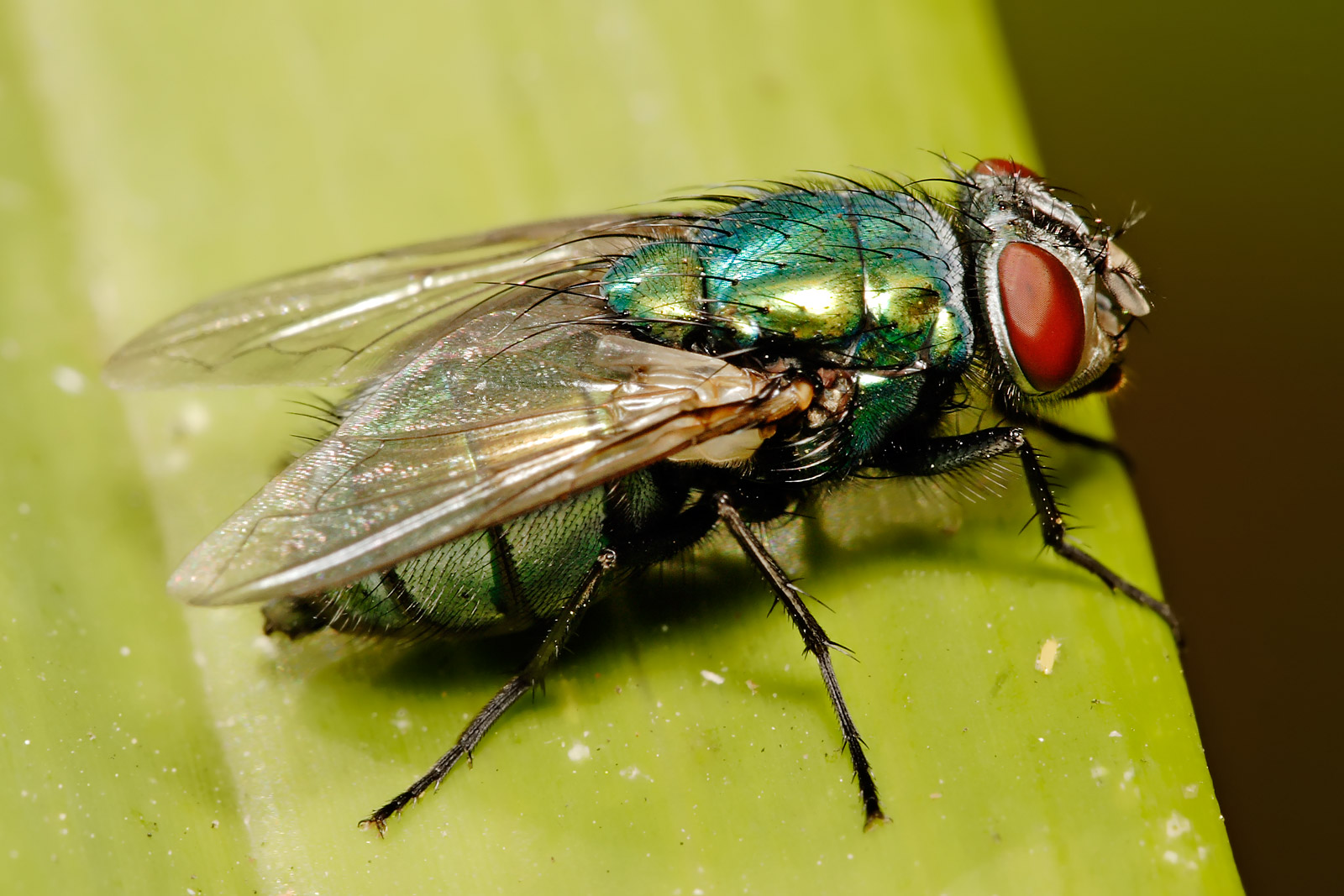
Mosca califórida australiana, Lucilia cuprina

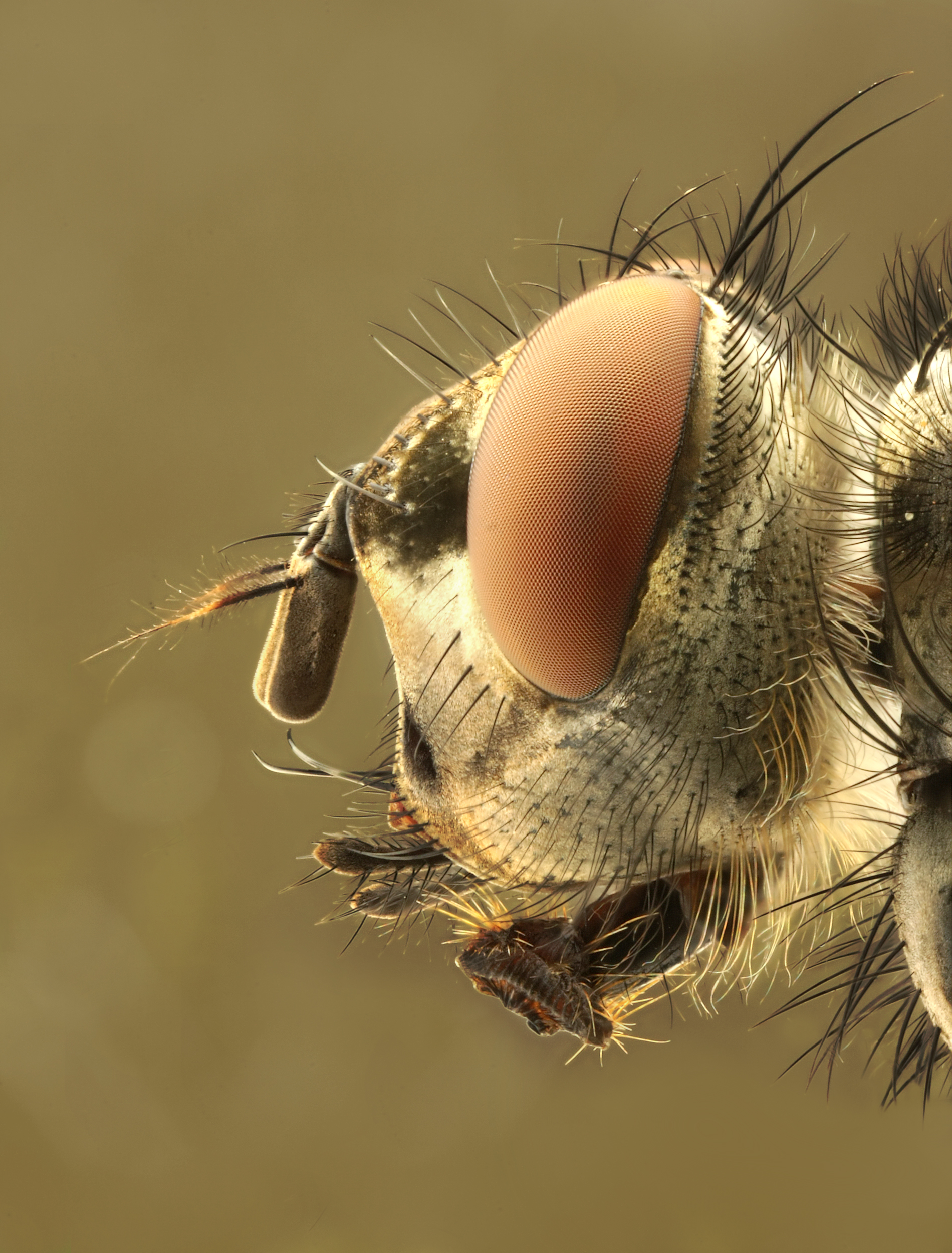
Detalle de la cabeza de mosca califórida

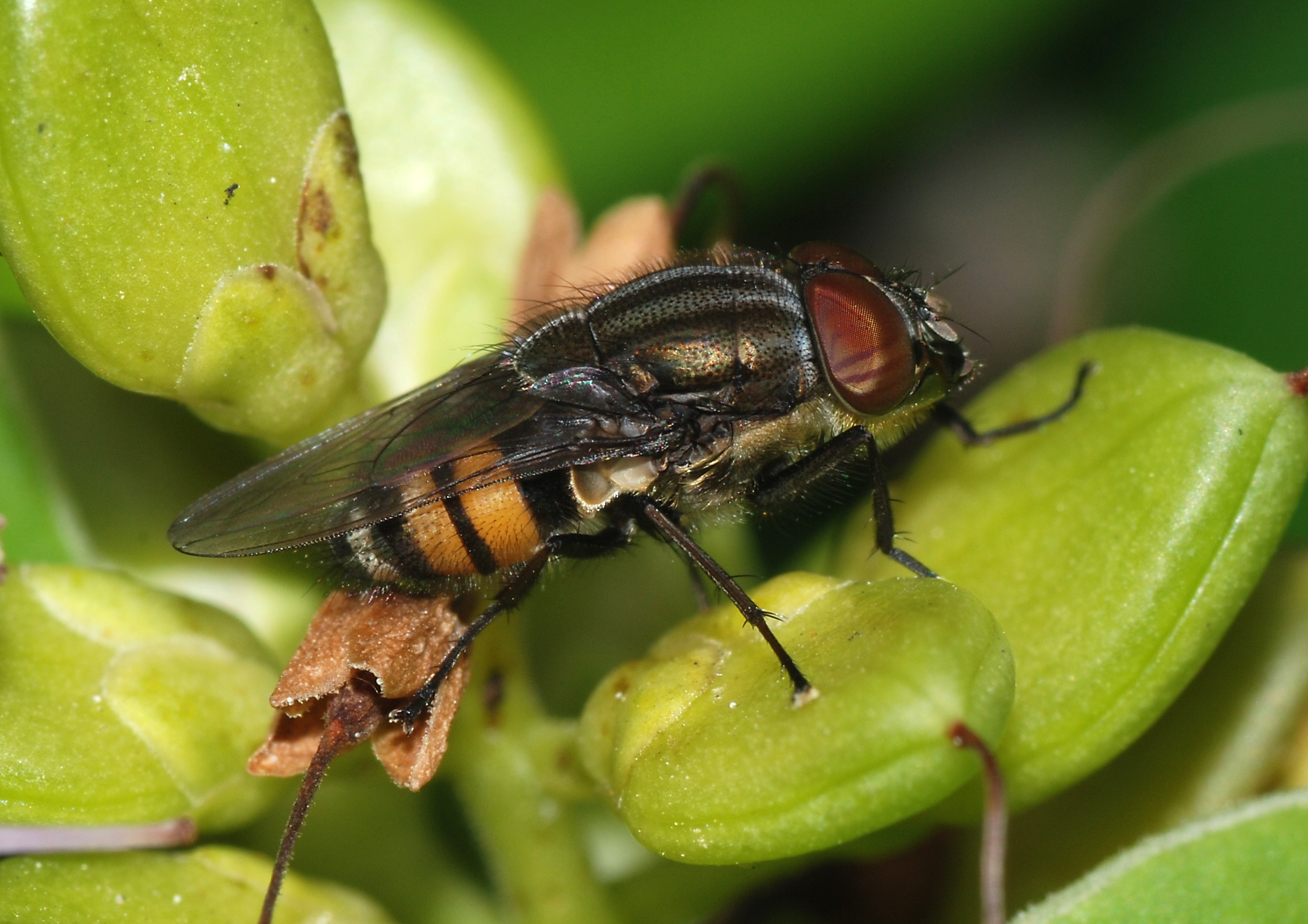
Stomorhina lunata macho

Los califóridos (Calliphoridae) son una familia de dípteros braquíceros que incluye numerosas especies llamadas comúnmente, entre otras denominaciones, y en dependencia de la zona geográfica: moscardones o moscardas de la carne,  moscas azules o verdes (en inglés son conocidas genéricamente como “blowfly”, “bottle flies” o “carrion-flies”). Las moscas de la familia Sarcophagidae son también llamadas moscas o moscardas de la carne.
Los dípteros de esta familia son insectos de aproximadamente entre 10 y 12 mm de largo y generalmente exhiben brillantes colores metálicos, aspecto al cual deben uno de sus nombres comunes.

## Características generales
Los imagos (formas adultas) de la familia Calliphoridae se distinguen por presentar, generalmente, en su cuerpo brillantes colores tales como el azul (como el género Calliphora), verde (como Lucilia) o negro (como Phormia). 

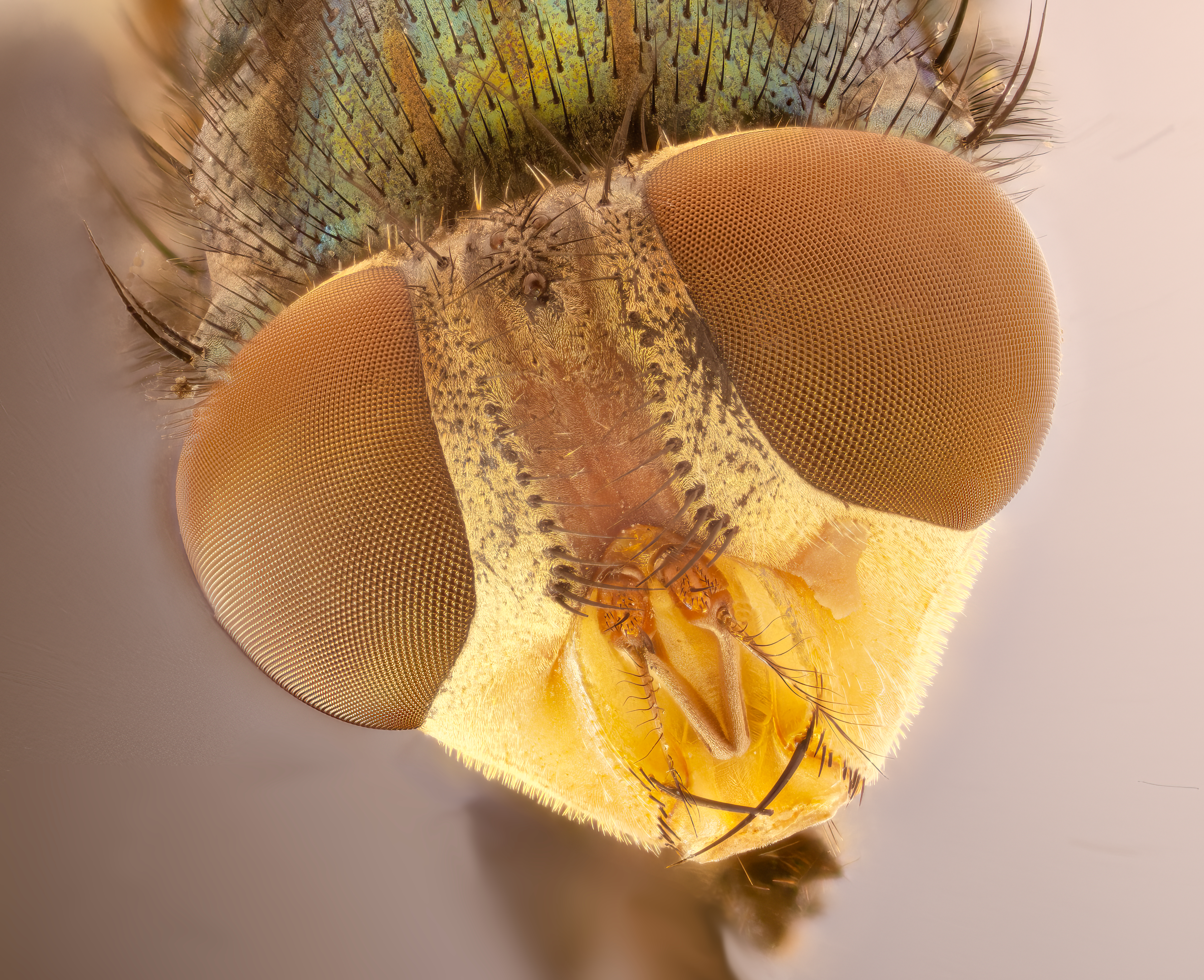
Mosca Calliphoridae

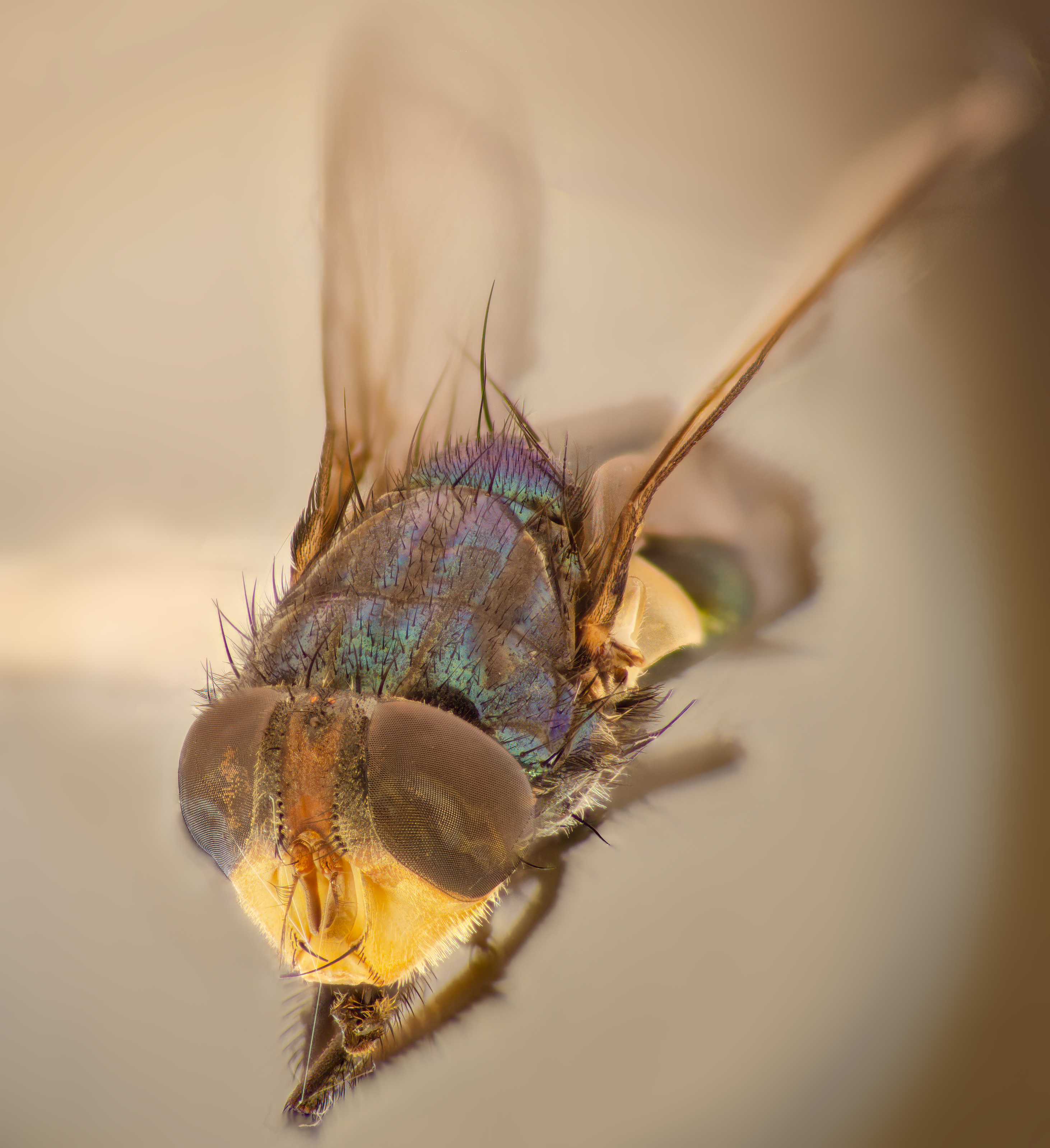
Mosca, moscon, Calliphoridae

En la cabeza presentan una lúnula y sutura frontal bien marcada. Las antenas son trisegmentadas, y poseen una arista plumosa en el segundo segmento. Como en la mayoría de los dípteros la venación de las alas es más sencilla que la de otros insectos alados; en esta familia la vena Rs es bifurcada. Las especies de esta familia poseen escamas bien desarrolladas (calípteros), las cuales generalmente ocultan los halterios. 
También, y con carácter identificativo, se observa en esta familia la presencia, a cada lado del tórax, de una hilera de cerdas, llamadas hipopleurales que se encuentran situadas en la hipopleura, debajo del espiráculo metatorácico, a cada lado de la placa torácica ventral, justo encima de las coxas de las dos últimas patas (segunda y tercera). Además existe una sutura transversal bien marcada en el lado dorsal del tórax la cual tiene valor en la clasificación taxonómica y presenta unas prominencias características llamados callos. El postescutelo está ausente o en todo caso muy poco desarrollado.

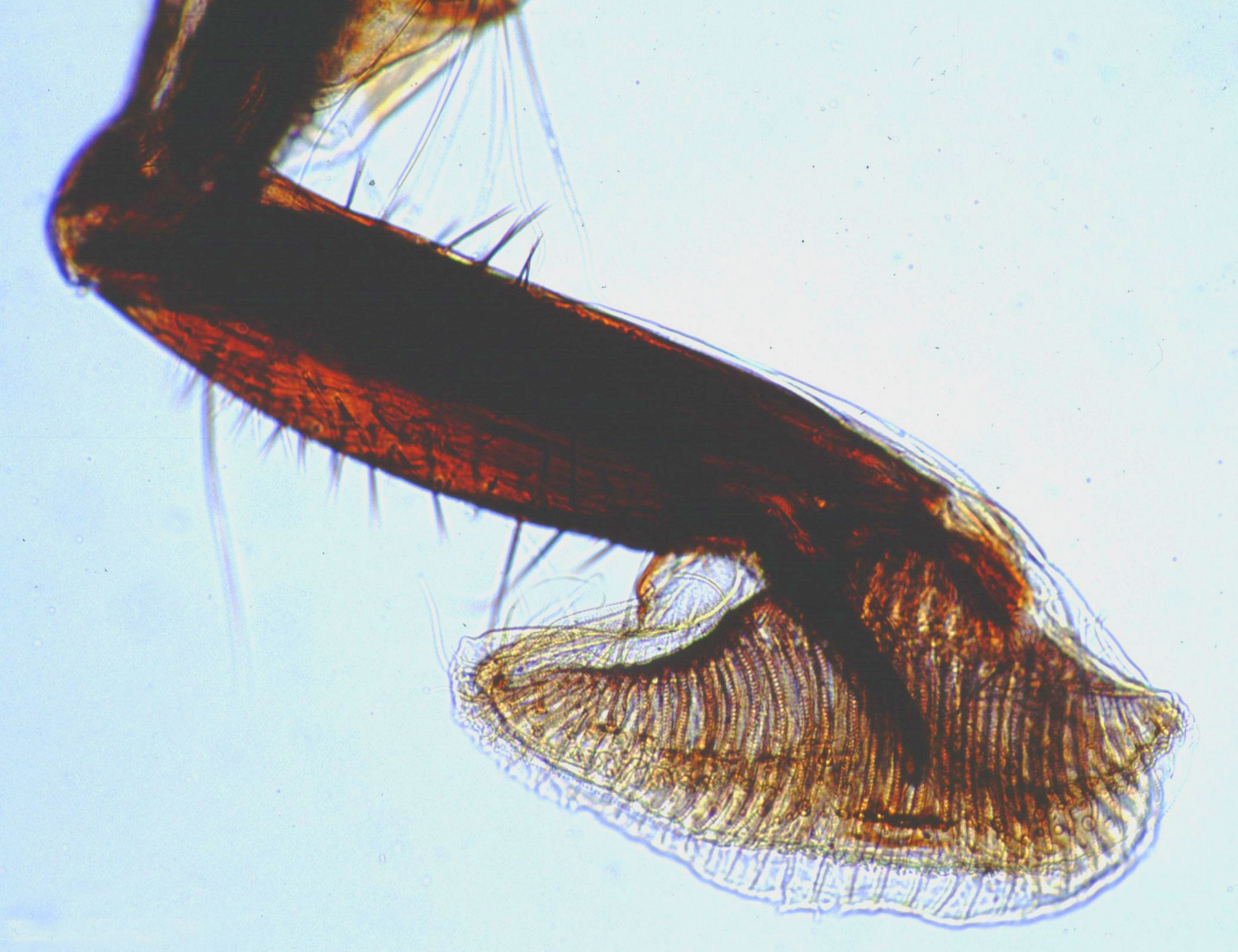
Piezas bucales de Calliphora mostrando el labelo al final del labio.

## Ciclo biológico
La mayoría de las hembras de Calliphoridae estudiadas requieren una considerable cantidad de proteínas para poder desarrollar huevos viables en sus ovarios (por ejemplo Phormia regina requiere alrededor de 800 µg), por lo que las teorías actuales señalan que las hembras acuden a la carroña o a los animales con el doble propósito de acceder a una fuente de proteínas y depositar sus huevos.
Los huevos, generalmente, presentan una coloración blanca o amarillenta; son de aproximadamente 1,5 x 0,4 mm, y al ser depositados tienen forma redondeada.
La hembra pone alrededor de 150 a 200 huevos de una vez, llegando a poner alrededor de 2000 huevos en toda su vida. El promedio de hembras y machos nacidos se comporta en una relación aproximada del 50% (1 x 1), aunque reporta la literatura notables excepciones como las documentadas en hembras de dos especies del género Chrysomya (Chrysomya rufifacies y Chrysomya albiceps) las cuales solo tuvieron descendientes machos o hembras. 
La eclosión del huevo, en condiciones favorables, ocurre alrededor de las 8 horas después de la oviposición. La larva pasa, a través de mudas por tres estadios de desarrollo.
Los tres estadios (larva I, larva II y larva III) son reconocibles mediante el examen de los espiráculos posteriores y anteriores. En la larva I, los espiráculos anteriores están ausentes mientras que los posteriores presentan una ranura (en ocasiones, la forma de V que pueden adquirir las ranuras puede ser motivo de confusión con la larva II). La larva II presenta dos ranuras en cada espiráculo posterior y aparecen los espiráculos anteriores. En la larva III, hay tres ranuras en cada espiráculo posterior. 
Las larvas utilizan enzimas proteolíticas además de la acción triturante de los ganchos del aparato bucal para poder penetrar en la carroña o en el cuerpo de los organismos de los que se alimentan.
Son insectos poiquilotermos (no regulan su temperatura como por ejemplo lo hacen los mamíferos – homeotermos-) por lo tanto son muy dependientes de la temperatura ambiente para su desarrollo y funcionalidad, de manera que, con temperaturas controladas de 20 °C, Phormia regina puede desarrollarse desde huevo hasta pupa en 150-266 horas (6 - 11 días). 
Cuando la larva ha completado su desarrollo (tercer estadio o larva III) abandona su medio de sustento (carroña, animal, etc.) para enterrarse en el suelo y pupar para, posteriormente (entre 7 y 14 días en condiciones ideales), emerger el insecto adulto o imago.

## Hábitos de vida

Moscas a la carnada. Imagen ilustrativa.

Las mayoría de las larvas de las especies de esta familia de dípteros son necrófagas (se alimentan de tejidos muertos) aunque existen notables excepciones como Cochliomyia hominivorax, la cual es obligatoriamente biófaga (solo se alimenta de tejidos vivos). No es infrecuente hallar a las larvas de Calliphoridae junto a larvas de dípteros de otras familias tales como Sarcophagidae y Muscidae con las cuales comparten sus hábitos alimentarios.
Los adultos efectúan la polinización de ciertas flores que los atraen con su fuerte olor a putrefacción. Resultan así en ser polinizadores de tales flores, las cuales engañan al insecto pues no suministran el alimento que necesitan sus crías. También son polinizadores de algunas plantas de la familia de la cebolla y en la actualidad se usan comercialmente para esos fines porque son más eficientes que las abejas.

## Distribución
La distribución de esta familia es cosmopolita, se han descrito unas 1500 especies en 100 géneros hasta el momento, con alrededor de 228 especies en el Neotrópico y otro gran número en África y el sur de Europa. Las áreas donde es más común hallar a especies de Calliphoridae son regiones como la India o las zonas tropicales del sur de América, incluyendo el Caribe.
El hábitat ideal para estas especies lo constituyen las regiones tropicales o de clima templado, donde haya suelo húmedo y hojarasca que proporcionen condiciones propicias para su desarrollo.

## Géneros
Esta es una lista selecta de los géneros presentes en el Paleártico, Neártico, Malasia, Japón y Australia: 
| - Acrophaga - Albuquerquea - Aldrichina - Amenia - Angioneura - Anthracomyia - Apaulina - Aphyssura - Auchmeromyia - Bellardia - Bengalia - Booponus - Borbororhinia - Boreellus - Calliphora - Callitroga - Catapicephala - Chloroprocta - Chrysomya - Cochliomyia - Compsomyiops - Cordylobia - Cosmina - Cyanus - Cynomya - Dyscritomyia - Eggisops - Engyzops - Eucalliphora - Eumesembrinella | - Eurychaeta - Euphumosia - Helicobosca - Hemilucilia - Hemipyrellia - Idiella - Isomyia - Kuschelomyia - Laneella - Lucilia - Melanomya - Melinda - Mesembrinella - Mufetiella - Mystacinobia - Nesodexia - Neta - Onesia - Opsodexia - Pachychoeromyia - Paradichosia - Paralucilia - Paramenia - Paraplatytropesa - Phormia - Phumosia - Platytropesa - Polleniopsis | - Prosthetosoma - Protocalliphora - Protophormia - Ptilonesia - Rhinia - Rhynchoestrus - Rhyncomya - Sarconesia - Sarconesiomima - Silbomyia - Sokotra - Somomyia - Souzalopesiella - Stegosoma - Stilbomyella - Stilbomyia - Stomorhina - Tainania - Thelychaeta - Theria - Toxotarsus - Triceratopyga - Trichoberia - Tricyclea - Tricycleopsis - Trixoneura - Trypocalliphora - Villeneuviella - Xenocalliphora |

Fuentes: MYIA, FE, Nomina, A/O DC

## Importancia sanitaria

### Miasis
Una de las significaciones económicas de mayor peso de los califóridos está asociada a las pérdidas que causan las larvas de estos insectos cuando parasitan a los animales causándoles miasis cutánea. Se ha estimado, por ejemplo, que Lucilia cuprina causa a la industria ovejera australiana pérdidas anuales superiores a los 170 millones de dólares.
Calliphoridae, Sarcophagidae y Piophilidae son las familias de dípteros asociadas comúnmente a la miasis humana y animal.
El gusano barrenador del ganado (Cochliomyia hominivorax) es aún hoy en día una de las mayores y más importantes plagas del ganado en gran parte del hemisferio occidental, aunque existen países, como Estados Unidos y algunas islas del Caribe que han erradicado este díptero a partir de un programa de liberación  de machos estériles.
El gusano barrenador secundario (Cochliomyia macellaria) es considerado como una de las especies de artrópodos de mayor importancia para la determinación forense de la hora de la muerte, pues el ciclo vital de esta especie se encuentra muy detallado en la literatura. Se debe resaltar que C. macellaria también es causante de miasis, la cual se denomina, por muchos autores, miasis secundaria, debido a que las larvas de esta especie se instauran en los bordes de las lesiones causada por C. hominivorax. Tanto C. hominivorax como C. macellaria (junto a las otras dos especies descritas de este género: C. aldrichi y C. minima) están distribuidas en el Nuevo Mundo, aunque en 1988 se reportó una población de C. hominivorax en Libia, África del Norte, la cual fue erradicada con éxito.

### Importancia terapéutica
Algunas de las especies de esta familia han sido utilizadas con éxito como terapia alternativa en la cura de heridas de difícil cicatrización, úlceras, el llamado pie diabético o en procesos gangrenosos dado los hábitos necrófagos de éstas; entre las especies utilizadas con este fin se encuentran las llamadas moscas verde botella como es Lucilia sericata. Entre las bondades de este tipo de terapia se señalan tres aspectos fundamentales: la limpieza de la herida debido a que las larvas ingieren todo el tejido necrótico, la estimulación de la cicatrización y la eliminación de gérmenes patógenos.

### Epidemiología
Los adultos de Calliphoridae son vectores de importantes enfermedades como por ejemplo la disentería, al posarse frecuentemente en materia en descomposición y luego hacerlo en los alimentos o el agua de bebida; estos insectos están asociados a la transmisión de un gran número de enfermedades virales y bacterianas.

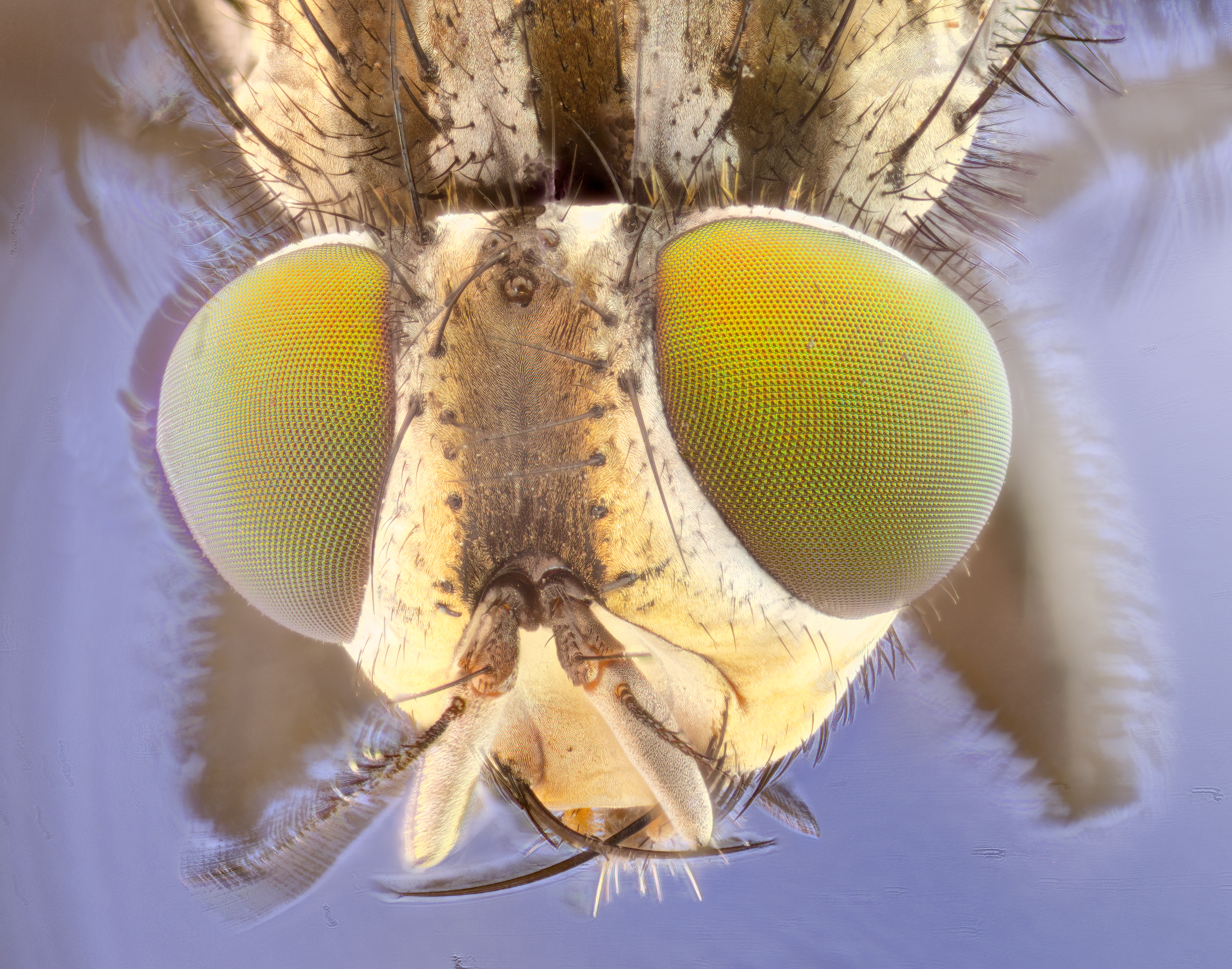
Moscon

También las larvas causantes de miasis pueden arrastrar tras de sí, al penetrar la piel de los animales o el hombre, gran cantidad de agentes patógenos.
El agente causal de la paratuberculosis de los mamíferos y el de la tuberculosis aviar han sido aislados múltiples veces de estos insectos.
También son considerados vectores potenciales de otras enfermedades como la enfermedad hemorrágica viral del conejo (EHVC).

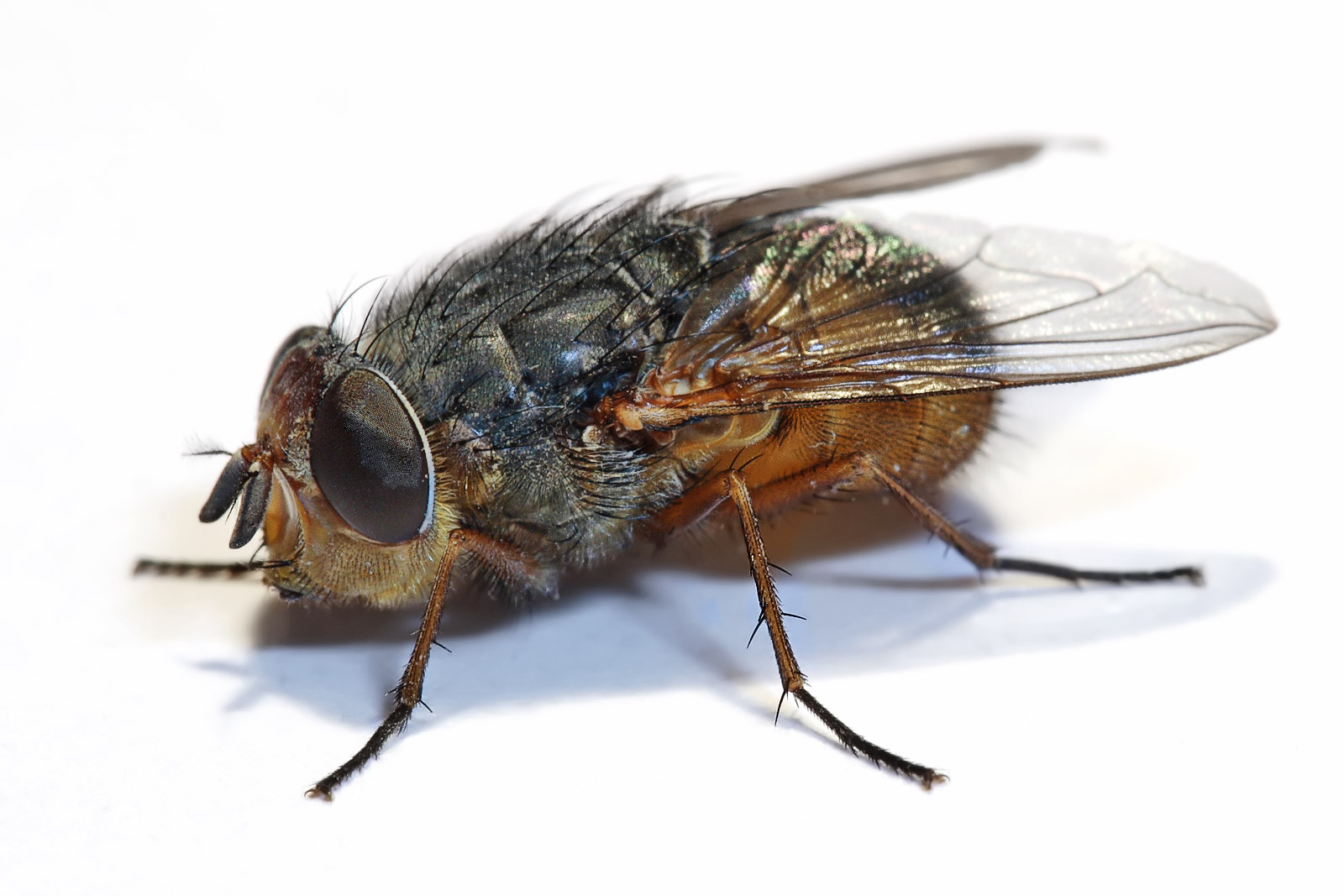
Calliphora augur

## Importancia forense
Las hembras depositan sus huevos en animales o cadáveres recién muertos. El desarrollo de las larvas está bien estudiado y permite determinar el momento de la muerte con bastante precisión. Por eso estos insectos han aportado datos clave en la investigación de muchos casos policiales.